# Yeezus
Yeezus — шостий студійний альбом американського репера та продюсера Каньє Веста, випущений 18 червня 2013 року на лейблах Def Jam Recordings та Roc-A-Fella Records. На цьому альбомі Каньє зібрав велику кількість музикантів, таких як Daft Punk, Майк Дін, Assassin, Chief Keef, Travis Scott та Кід Каді. За 2 тижні до релізу альбому Каньє звернувся за допомогою до Ріка Рубіна для того щоб змінити звучання Yeezus в сторону більш мінімалістичного. Цей альбом є найбільш експериментальним в дискографії Каньє Веста.
Фізичне видання компакт-диска було випущено в прозорій коробці лише з червоною стрічкою та акредитаціями. Початкова реклама альбому включала всесвітні відеопроекції музики та живі телевізійні виступи. Каньє Вест випустив два сингли з альбому: «Black Skinhead» у липні 2013 року та «Bound 2» наступного місяця.
Після релізу платівка одразу ж отримала схвальні відгуки від критиків та дебютувала в американському чарті Billboard 200, продавши 327 000 копій в перший тиждень після випуску. Відтоді він отримав двічі платиновий статус Асоціації звукозаписної індустрії Америки (RIAA), а кілька видань назвали його одним із найкращих альбомів 2010-х років. зокрема Rolling Stone, який пізніше включив його на 269 місце у своєму списку «500 найкращих альбомів усіх часів» 2020 року. Yeezus був номінований як накращий реп-альбом на премії «Греммі» 2014 року.

## Історія створення

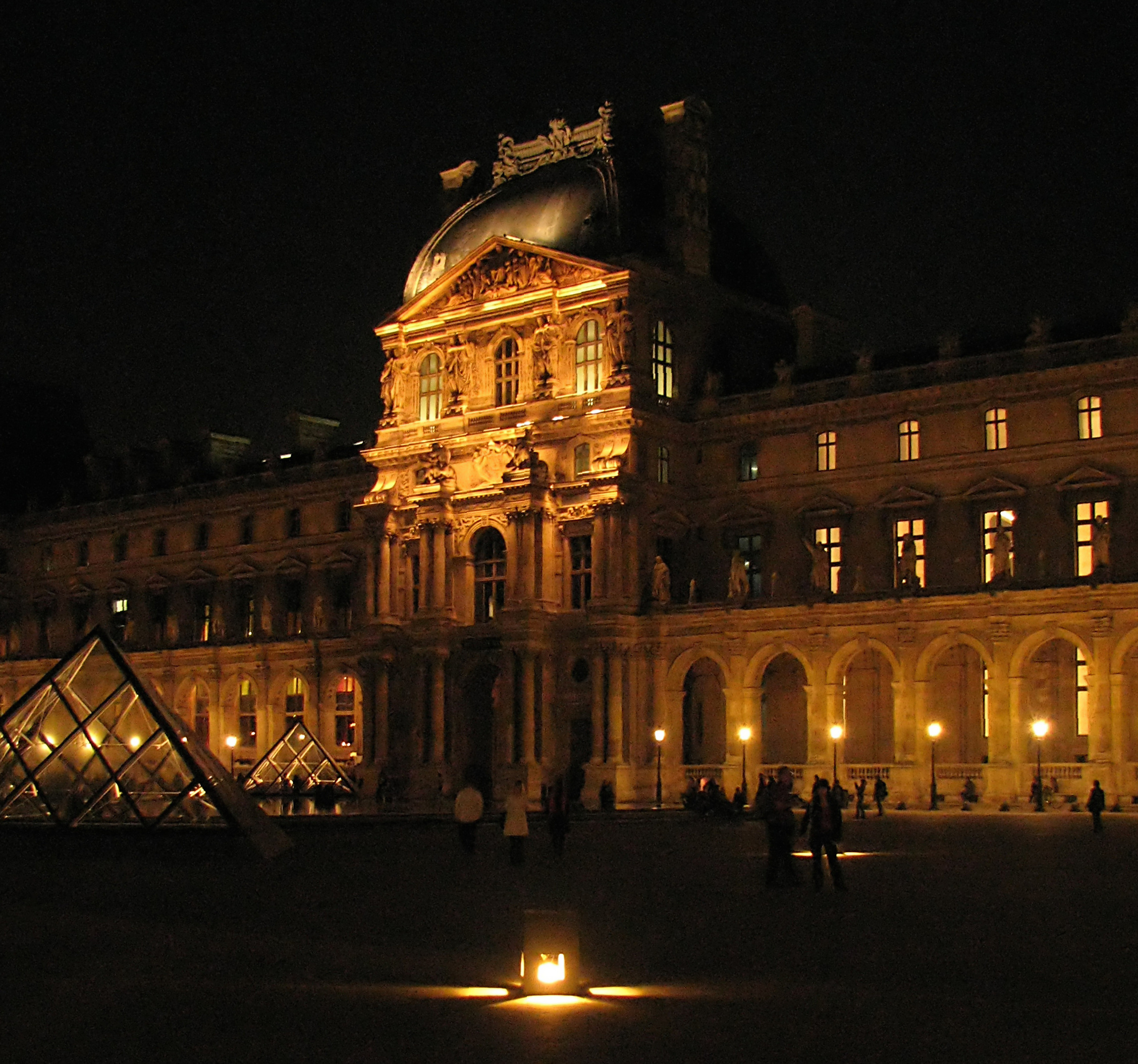
Каньє Вест спочатку почав працювати над Yeezus у своєму особистому лофті в Парижі, і неодноразово відвідував Лувр (на фото), щоб отримати натхнення.

Під час створення Yeezus Каньє Веста в першу чергу надихав мінімалістичний дизайн і архітектура, і він п’ять разів відвідав меблеву виставку в Луврі. Одна лампа Ле Корбюзьє була його «найбільшим натхненням». Каньє Вест тісно співпрацював з архітектором Оаною Стенеску та здійснював «екскурсії» до будинків Ле Корбюзьє. Захоплений коментарями Стенеску про незвичайний і радикальний характер вибору дизайну Корбюзьє, Каньє застосував ситуацію до власного життя, відчуваючи, що «візіонерів можуть неправильно зрозуміти їхні неосвічені колеги». Вест також зустрівся з архітектором Джозефом Дірандом і бельгійським дизайнером інтер’єрів Акселем Вервордтом і доставив на лофт «рідкісні лампи Ле Корбюзьє, стільці П’єра Жаннере та незрозумілі журнали боді-арту зі Швейцарії». Вест також хотів глибокого впливу рідного міста на альбом, і слухав хаус-музику 1980-х років, яка найбільше асоціювалася з його рідним містом Чикаго, щоб отримати вплив. Свята гора Алехандро Ходоровського також надихнула альбом і подальший тур. Альбом спочатку мав назву Thank God for Drugs.
У 2012 році Каньє Вест почав запис альбому з колегами, включаючи No I.D. та DJ Khaled. Перші записи відбулися в січні 2013 року у вітальні його особистої мансарди в паризькому готелі, який у титрах до альбому називається «No Name Hotel». Вест дотримувався простих композицій, щоб чіткіше чути треки; забагато басу чи складності просто пересилило б погану акустику кімнати. Удари, що доносилися з горищного приміщення, іноді тривали всю ніч і викликали нарікання сусідів. З’явилася інформація, що він і його тодішня дівчина Кім Кардаш'ян переїхали на горище, щоб Каньє почав працювати над альбомом.
Каньє Вест в останній момент вніс кілька змін до Yeezus, залучивши співзасновника Def Jam Recordings Ріка Рубіна виконавчим продюсером для додаткового запису всього за кілька днів до релізу; зміни включали перезапис цілих пісень і переписування цілих куплетів. Початкова версія, яку Каньє показав Рубіну, тривала майже три з половиною години. Бажання Каньє полягали в тому, щоб використовувати музику в «урізаному мінімальному напрямку», часто видаляючи вже записані елементи. Вест планував, що в альбомі буде 16 треків, поки Рубін не запропонував скоротити альбом до меншої кількості композицій, з 16 пісень до 10, сказавши, що інші можуть бути зарезервовані для наступних альбомів. За два дні до того, як альбом повинен був бути доставлений на лейбл, Каньє Вест написав і заспівав слова до двох пісень, а також записав вокал для трьох інших всього за дві години.

## Музичний стиль
Yeezus — насамперед електронний за своєю природою, він може похвалитися спотвореними драм-машинами та синтезаторами, які звучать так, ніби вони не працюють, семплерами з низькою роздільною здатністю, які додають піксельну цифрову ауру більшості аналогових звуків. З цією метою в альбомі є збої, що нагадують пропуски компакт-диска або пошкоджені MP3, а вокал Auto-Tune модулюється до такого рівня, що його важко розшифрувати. Яскравий приклад — «On Sight».
Yeezus продовжує практику Каньє Веста щодо еклектичних семплів: він використовує незрозумілий семпл гінді в «I Am a God» і семпл угорської рок-групи Omega 1970-х років у «New Slaves». «Bound 2» містить зразки важкої соул-музики і була описана як єдина пісня на Yeezus, яка нагадує звучання ранніх робіт Каньє Веста. У ній використаний семпл із пісні «Bound» 1971 року американської соул-групи Ponderosa Twins Plus One.

## Реліз і промоушн

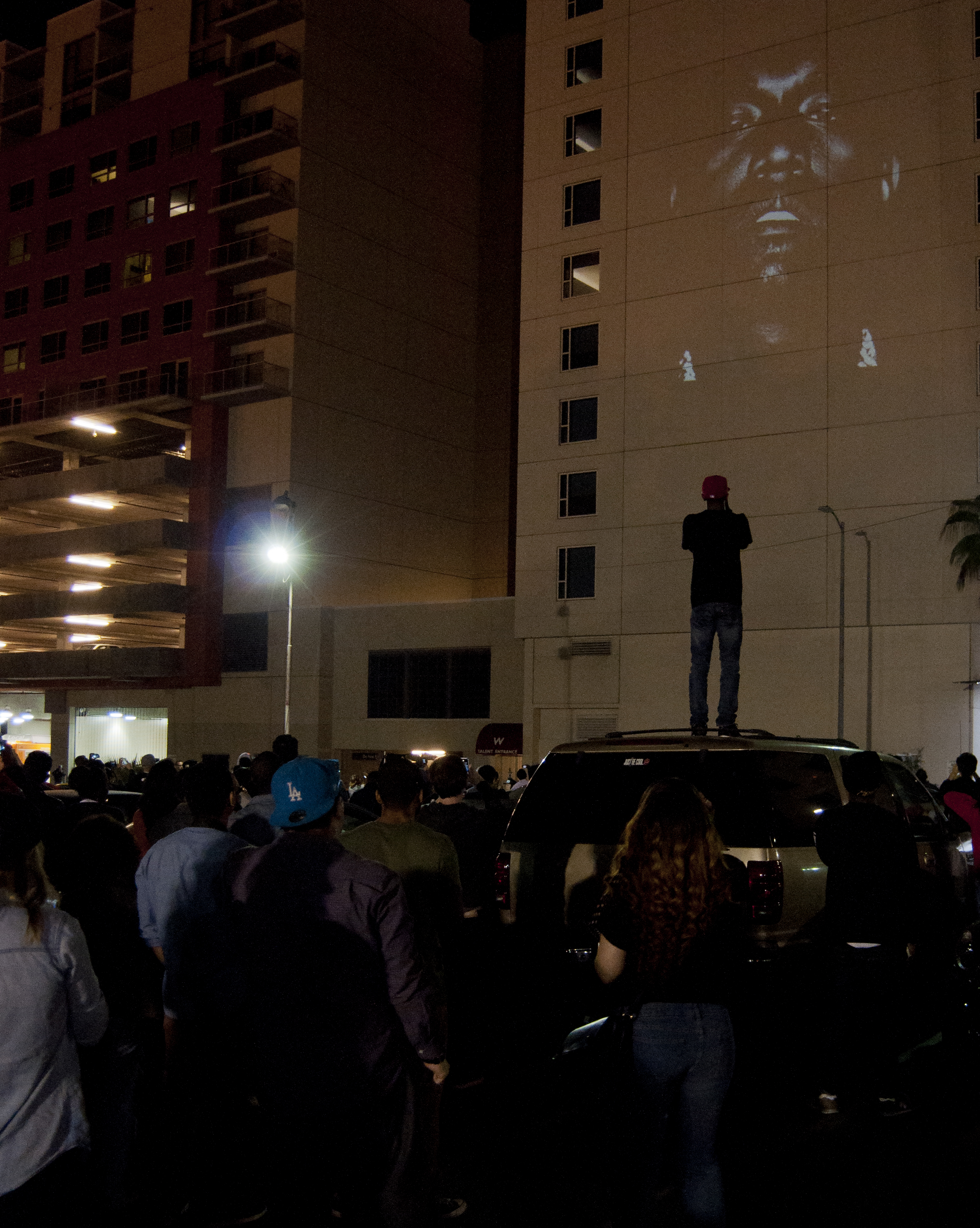
Відеопроекція «New Slaves» у Лос-Анджелесі у травні 2013 року.

1 травня 2013 року Каньє Вест опубліковав повідомлення у Twitter з написом «June Eighteen», що призвело до того, що кілька ЗМІ висловили припущення, що в пості йдеться про дату виходу майбутнього альбому. 17 травня він почав рекламу альбому, оприлюднивши раніше невипущену пісню «New Slaves» за допомогою відеопроекцій у 66 різних місцях. Наступного дня Вест з'явився в американському нічному комедійному скетч-шоу Saturday Night Live і виконав пісні «New Slaves» і «Black Skinhead». Згодом Каньє оприлюднив обкладинку та назву альбому Yeezus на своєму офіційному вебсайті. Репер Кендрік Ламар висловив свою думку щодо назви в інтерв’ю того ж місяця, заявивши: «Це божевілля, я хочу це почути. Це творчі геніальні речі Каньє». Він також заявив, що «вся маркетингова схема альбому божевільна» і «дуже надихає». 20 травня Yeezus став доступним для попереднього замовлення в iTunes Store, але згодом список було видалено з невідомих причин. Говорячи про мінімальне просування альбому, Каньє Вест заявив: «З цим альбомом ми не випускаємо жодного синглу на радіо. У нас немає кампанії НБА, нічого подібного. Блін, у нас навіть немає обкладинки. Ми просто зробили справжню музику».
У травні 2013 року американський репер J. Cole назвав Веста «одним із найвидатніших артистів нашого покоління» через Твіттер, після чого він написав у Твіттері: «Саме тому я переношу дату релізу Born Sinner на 18 червня. Він пояснив випуск свого другого студійного альбому Born Sinner в той самий день, що й Yeezus під час інтерв’ю того ж місяця, сказавши: «Я не збираюся сидіти [тут]... Я надто багато працював, щоб прийти через тиждень після Каньє Веста». Джей Коул потім уточнив це, визнавши, що музика, за яку змагаються, «це мистецтво», і він «не може конкурувати зі знаменитістю Каньє Веста та статусом, який він заслужив лише завдяки тому, що він геній».

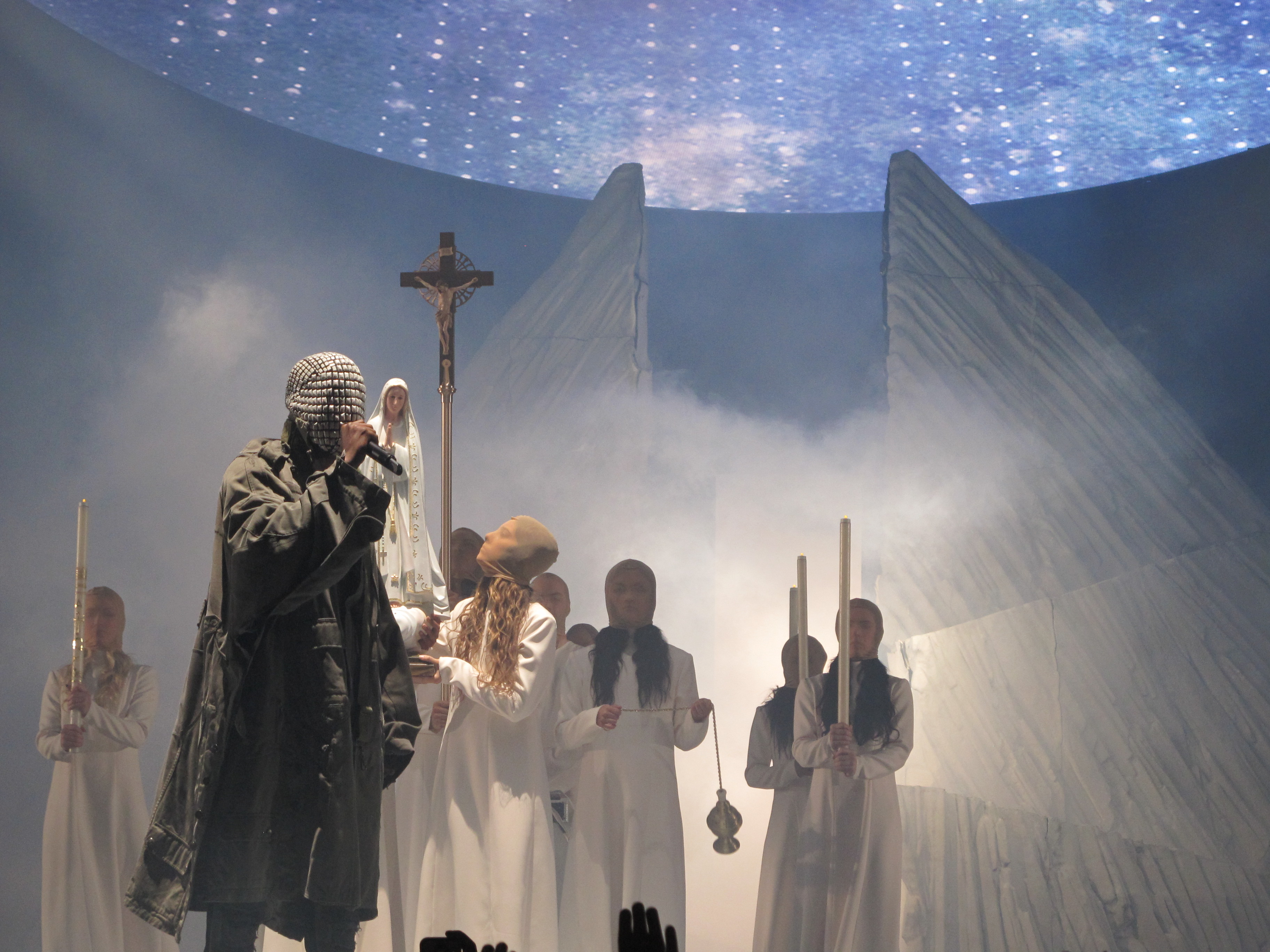
Каньє Вест виступає в листопаді 2013 року в рамках туру The Yeezus Tour.

Наприкінці червня 2013 року Def Jam підтвердив, що «Black Skinhead» буде передано на американському радіо як перший сингл альбому 2 липня 2013 року, і що на цей трек знімається відео. Пісня була офіційно випущена на радіо у Сполученому Королівстві 19 червня.
6 вересня 2013 Вест оголосив про тур The Yeezus Tour, північноамериканський тур, який відбудеться з 19 жовтня по 7 грудня 2013 року; за два місяці до анонсу співпродюсер Yeezus Майк Дін оголосив про альбомний тур. Тур рекламувався як його «перший сольний тур за 5 років», у якому брали участь Кендрік Ламар, Pusha T, A Tribe Called Quest і Travis Scott. 30 жовтня 2013 року по дорозі до Ванкувера вантажівка, яка перевозила виготовлені на замовлення відеоекрани та обладнання для шоу, потрапила в автомобільну аварію, аварія пошкодила обладнання, яке було неможливо відновити. Тур відновився 16 листопада 2013 року в Wells Fargo Center у Філадельфії. Пропущені концерти в Чикаго та Детройті були перенесені, однак решта пропущених дат були скасовані, Def Jam назвав причиною логістику маршруту.

### Пакування
Фізичне CD-видання Yeezus було випущено в прозорій коробці без обкладинки, що відображає мінімалістичний тон. Упаковка складається лише з червоної стрічки та наклейки, прикріпленої на звороті, із зразками титрів і UPC альбому. Інші версії цього випуску мають різні кольори наклейок, серед яких зелений, жовтий і помаранчевий. На лицьовій стороні прикріплено етикетку Parental Advisory. The Source вказав на схожість між упаковкою компакт-диска Yeezus і концепцією упаковки, розробленою для синглу «Crystal» англійського гурту New Order у 2001 році. У 2016 році в інтерв’ю BBC з Енні Мак Каньє Вест пояснив обкладинку альбому: «Вся концепція альбому Yeezus полягає в тому, що ми не будемо використовувати компакт-диски в майбутньому, і оскільки це востаннє, коли ми збираємося побачити його, це відкрита скриня для компакт-диска».

## Комерційний успіх
Yeezus дебютував під номером один у американському чарті Billboard 200, ставши шостим студійним альбомом Каньє Веста, який очолював хіт-паради та продав 327 000 копій у Сполучених Штатах за перший тиждень. Альбом не зміг досягти 500 000 прогнозованих продажів, і став найнижчим сольним продажем Веста на першому тижні в США. 12 серпня 2013 року Yeezus отримав золотий сертифікат від Асоціації звукозаписної індустрії Америки (RIAA) за продаж понад 500 000 копій. Станом на 19 вересня 2013 року альбом розійшовся тиражем у 537 000 примірників, в той час як Born Sinner J. Cole продав 599 000 копій. 8 січня 2014 року Yeezus отримав платиновий сертифікат у США від RIAA за продаж одного мільйона альбомів, надісланих до магазинів і цифрових роздрібних продавців. Він був визнаний 37-м найпопулярнішим альбомом 2013 року в Billboard 200.
Yeezus посів перше місце в Канаді, Австралії та Великобританії. 20 лютого 2015 року Британська фонографічна асоціація (BPI) визнала альбом золотим у Великобританії, з продажами понад 100 000 одиниць. Yeezus також був лідером чартів у Данії та Новій Зеландії. Цей альбом став дев'ятим найбільш продаваним касетним альбомом у США у 2017 році.

## Критика
Yeezus був зустрінутий широким визнанням критиків. У Metacritic, який присвоює нормалізований рейтинг із 100 рецензіям професійних видань, альбом отримав середню оцінку 84 на основі 46 рецензій. Агрегатор AnyDecentMusic? поставили йому 8,2 з 10 на основі їхньої оцінки критичного консенсусу.
Провідний критик The Guardian Алексіс Петрідіс визнав його «шумним, захоплюючим, божевільним, потужним», а Хелен Браун з The Daily Telegraph сказала, що це «найзахопливіший альбом», який вона чула за весь час. Джон Долан з Rolling Stone назвав це «геніальним, обсесивно-компульсивним автовиправленням кар’єри», яке зробило інші абразивні записи «божевільних геніїв», такі як In Utero Nirvana та Kid A Radiohead, здавалися скромними.

### Реакція громадськості
Громадська реакція на Yeezus, включаючи його неортодоксальний і навмисний брак реклами, а також його зухвалий і агресивний звук, була неоднозначною. Великі видання відзначили його як один із найбільш очікуваних релізів 2013 року, але відсутність великого радіо-сингла розцінили як ризикований крок. У 2013 році читачі Pitchfork визнали Yeezus як «Найбільш переоцінений альбом» і «Найбільш недооцінений альбом».
[Асоціації хворих на хворобу Паркінсона Великої Британії та США розкритикували Каньє Веста за суперечливий текст у головній пісні «On Sight». Учасник Oasis Ліам Галлахер розкритикував Yeezus за його назву, сказавши про Каньє Веста наступне: «Він довбаний ідіот. Ти ніколи не побачиш, щоб Ісус качав своєю головою». У жовтні 2013 року американський репер Hopsin критикував альбом у тексті свого синглу «Hop Is Back», а в музичному відео Хопсін відтворював одну з численних зустрічей Веста з папараці. Того ж місяця Хопсін продовжив пояснювати дисс, визнаючи, що він є фанатом Каньє Веста, якому подобається багато його старої музики, і розглядає Yeezus як «повну дурницю».
Jay-Z описав Yeezus як «поляризаційний», хоча стверджував, що «це велике мистецтво» і що Каньє Вест «штовхає жанр вперед» своїми експериментами.

### Нагороди
У жовтні 2013 Complex назвав Yeezus шостим найкращим хіп-хоп альбомом за останні п'ять років. Yeezus був визнаний альбомом року дев'ятьма виданнями. Spin назвав його найкращим альбомом 2013 року. Журнал Rolling Stone назвав його другим найкращим альбомом 2013 року. NME назвав його другим найкращим альбомом року, назвавши його «його найскладнішим альбомом на сьогодні». Stereogum, Time і Complex також були серед видань, які назвали Yeezus найкращим альбомом 2013 року. У 2020 році Rolling Stone поставив Yeezus на 269-е місце в списку 500 найкращих альбомів усіх часів.
Yeezus також був номінований у двох категоріях на премії «Греммі» 2014 року, включаючи найкращий реп-альбом і найкращу реп-пісню для «New Slaves». Каньє негативно відреагував на це через те, що не отримав більше номінацій. Тоді він звернувся до Національної академії мистецтв і наук звукозапису на одному зі своїх концертів і назвав це заступництвом. Альбом був номінований як «Іноземний реп-альбом року» на Hungarian Music Awards, «Міжнародний альбом року» на Danish Music Awards, «Найкращий альбом у світі» на World Music Awards 2014 та «Найкращий альбом» на NME Awards 2014.
| Видання           | Cписок                                      | Рік  | Рейтинг | Примітки |
| ----------------- | ------------------------------------------- | ---- | ------- | -------- |
| The A.V. Club     | The 23 Best Albums of 2013                  | 2013 | 1       | [ 79 ]   |
| Billboard         | 15 Best Albums of 2013                      | 2013 | 2       | [ 80 ]   |
| Billboard         | 100 Best Albums of the 2010s: Staff Picks   | 2019 | 62      | [ 81 ]   |
| The Guardian      | The Best Albums of 2013                     | 2013 | 1       | [ 82 ]   |
| The Guardian      | The 100 Best Albums of the 21st Century     | 2019 | 18      | [ 83 ]   |
| NME               | 50 Best Albums of 2013                      | 2013 | 2       | [ 68 ]   |
| NME               | The Best Albums of the Decade: The 2010s    | 2019 | 3       | [ 84 ]   |
| Pitchfork         | The Top 50 Albums of 2013                   | 2013 | 2       | [ 85 ]   |
| Pitchfork         | The 200 Best Albums of the 2010s            | 2019 | 15      | [ 86 ]   |
| Rolling Stone     | 50 Best Albums of 2013                      | 2013 | 2       | [ 67 ]   |
| Rolling Stone     | 100 Best Albums of the 2010s                | 2019 | 13      | [ 87 ]   |
| Rolling Stone     | 500 Greatest Albums of All Time             | 2020 | 269     | [ 72 ]   |
| Rolling Stone     | The 200 Greatest Hip-Hop Albums of All Time | 2022 | 17      | [ 88 ]   |
| Slant Magazine    | The 25 Best Albums of the 2013              | 2013 | 4       | [ 89 ]   |
| Slant Magazine    | The 100 Best Albums of the 2010s            | 2019 | 41      | [ 90 ]   |
| Spin              | Spin's 50 Best Albums of 2013               | 2013 | 1       | [ 66 ]   |
| Time              | Top 10 Albums of 2013                       | 2013 | 1       | [ 70 ]   |
| The Village Voice | Pazz & Jop critics' poll of 2013            | 2013 | 1       | [ 91 ]   |

## Список композицій
| #   | Назва                 | Продюсер(и)                                                                                            | Тривалість |
| --- | --------------------- | --- | ---------- |
| 1.  | «On Sight»            | Каньє Вест, Daft Punk, Mike Dean, Benji B                                                              | 2:36       |
| 2.  | «Black Skinhead»      | Каньє Вест, Daft Punk, Gesaffelstein, Brodinski, Mike Dean, Lupe Fiasco, Jack Donoghue, Noah Goldstein | 3:08       |
| 3.  | «I Am a God»          | Каньє Вест, Daft Punk, Mike Dean, Hudson Mohawke                                                       | 3:51       |
| 4.  | «New Slaves»          | Каньє Вест, Bronfman, Mike Dean, Travis Scott, Goldstein, Shama Joseph, Che Pope                       | 4:16       |
| 5.  | «Hold My Liquor»      | Каньє Вест, Goldstein, Mike Dean, Arca                                                                 | 5:26       |
| 6.  | «I'm in It»           | Каньє Вест, Goldstein, Mike Dean, Arca, Dom Solo, Evian Christ                                         | 3:54       |
| 7.  | «Blood on the Leaves» | Каньє Вест, Hudson Mohawke, Mike Dean, Lunice, Arca, Carlos Broady, 88-Keys                            | 6:00       |
| 8.  | «Guilt Trip»          | Каньє Вест, Mike Dean, Travis Scott, S1, Ackee Juice Rockers                                           | 4:03       |
| 9.  | «Send It Up»          | Каньє Вест, Mike Dean, Brodinski, Gesaffelstein, Daft Punk, Arca                                       | 2:58       |
| 10. | «Bound 2»             | Каньє Вест, Eric Danchick, Goldstein, No I.D., Che Pope                                                | 3:49       |

## Чарти
| Чарт (2013–2015)                                     | Пікова позиція |
| ---------------------------------------------------- | -------------- |
| Австралія Australian Albums (ARIA)                   | 1              |
| Австралія Australian Urban Albums (ARIA)             | 1              |
| Австрія Austrian Albums (Ö3 Austria)                 | 22             |
| Бельгія Belgian Albums (Ultratop Flanders)           | 4              |
| Бельгія Belgian Albums (Ultratop Wallonia)           | 22             |
| Канада Canadian Albums (Billboard)                   | 1              |
| Хорватія Croatian Albums (HDU)                       | 4              |
| Чехія Czech Albums (ČNS IFPI)                        | 32             |
| Данія Danish Albums (Hitlisten)                      | 1              |
| Нідерланди Dutch Albums (MegaCharts)                 | 16             |
| Фінляндія Finnish Albums (Suomen virallinen lista)   | 13             |
| Франція French Albums (SNEP)                         | 12             |
| Німеччина German Albums (Offizielle Top 100)         | 15             |
| Греція Greek Albums (IFPI)                           | 27             |
| Ірландія Irish Albums (IRMA)                         | 4              |
| Італія Italian Albums (FIMI)                         | 40             |
| Японія Japanese Albums (Oricon)                      | 25             |
| Нова Зеландія New Zealand Albums (Recorded Music NZ) | 1              |
| Норвегія Norwegian Albums (VG-lista)                 | 2              |
| Польща Polish Albums (ZPAV)                          | 41             |
| Шотландія Scottish Albums (OCC)                      | 4              |
| Південна Корея South Korean Albums (Gaon)            | 19             |
| Іспанія Spanish Albums (PROMUSICAE)                  | 78             |
| Швеція Swedish Albums (Sverigetopplistan)            | 21             |
| Швейцарія Swiss Albums (Schweizer Hitparade)         | 6              |
| Велика Британія UK Albums (OCC)                      | 1              |
| Велика Британія UK R&B Albums (OCC)                  | 1              |
| США Billboard 200                                    | 1              |
| США Top R&B/Hip-Hop Albums (Billboard)               | 1              |

| Чарт (2013)                                | Позиція |
| ------------------------------------------ | ------- |
| Австралія Australian Albums (ARIA)         | 65      |
| Бельгія Belgian Albums (Ultratop Flanders) | 147     |
| Канада Canadian Albums (Billboard)         | 38      |
| Данія Danish Albums (Hitlisten)            | 66      |
| Велика Британія UK Albums (OCC)            | 112     |
| США Billboard 200                          | 37      |
| США US Top R&B/Hip-Hop Albums (Billboard)  | 12      |

| Чарт (2014)                               | Позиція |
| ----------------------------------------- | ------- |
| Австралія Australian Urban Albums (ARIA)  | 26      |
| США US Top R&B/Hip-Hop Albums (Billboard) | 38      |

| Чарт (2015)                              | Позиція |
| ---------------------------------------- | ------- |
| Австралія Australian Urban Albums (ARIA) | 76      |

| Чарт (2016)                              | Позиція |
| ---------------------------------------- | ------- |
| Австралія Australian Urban Albums (ARIA) | 83      |

## Сертифікації
| Регіон | Сертифікація  | Продажі   |
| --- | ------------- | --------- |
| Австралія (ARIA) | Золотий       | 35 000^   |
| Данія (IFPI Denmark) | Платиновий    | 20 000    |
| Велика Британія (BPI) | Золотий       | 100 000*  |
| США (RIAA) | 2× Платиновий | 2 000 000 |
| *продажі, що базуються лише на сертифікаціях · ^відвантаження, що базуються лише на сертифікаціях · продажі+прослуховування, що базуються лише на сертифікаціях |               |           |